# Lactuca indica
La lechuga de la India (Lactuca indica) es una especie de planta fanerógama perteneciente a la familia Asteraceae.

## Descripción
La lechuga de la India es una planta perenne erecta que alcanza una altura de 1.2 m. A veces es cultivada a causa de sus hojas comestibles en partes de Asia, especialmente en Malasia, Indonesia, Filipinas, Taiwán y Japón.

## Uso comestible
Las hojas pueden ser consumidas crudas o cocidas, agregadas a ensaladas o sopas. Poseen un sabor levemente amargo. El tallo se consume cocido.

## Uso en medicina
La planta es digestiva y tónica. Toda la planta posee una savia lechosa que fluye libremente de cualquier herida. La savia se endurece y se seca cuando está en contacto con el aire. La savia contiene 'lactucarium', que se usa en medicina por sus propiedades anodinas, antiespasmódicas, digestivas, diuréticas, hipnóticas, narcóticas y sedantes. Lactucarium tiene los efectos de un opio débil, pero sin su tendencia a causar trastornos digestivos, ni es adictiva.
Se ingiere para tratar el insomnio, la ansiedad, la neurosis, la hiperactividad en los niños, la tos seca, la tos ferina, el dolor reumático. También se puede utilizar una infusión de la planta con flores frescas o secas. La planta debe usarse con precaución y nunca sin la supervisión de un profesional capacitado. Incluso las dosis normales pueden causar somnolencia, mientras que el exceso causa inquietud  y las sobredosis pueden causar la muerte por parálisis cardíaca. La savia también se ha aplicado externamente en el tratamiento de las verrugas.